# Straszewo (gromada w powiecie sztumskim)
Straszewo – dawna gromada, czyli najmniejsza jednostka podziału terytorialnego Polskiej Rzeczypospolitej Ludowej w latach 1954–1972.
Gromady, z gromadzkimi radami narodowymi (GRN) jako organami władzy najniższego stopnia na wsi, funkcjonowały od reformy reorganizującej administrację wiejską przeprowadzonej jesienią 1954 do momentu ich zniesienia z dniem 1 stycznia 1973, tym samym wypierając organizację gminną w latach 1954–1972.
Gromadę Straszewo z siedzibą GRN w Straszewie utworzono – jako jedną z 8759 gromad na obszarze Polski – w powiecie sztumskim w woj. gdańskim na mocy uchwały nr 24/III/54 WRN w Gdańsku z dnia 5 października 1954. W skład jednostki weszły obszary dotychczasowych gromad Straszewo i Trzciano ze zniesionej gminy Straszewo w tymże powiecie. Dla gromady ustalono 12 członków gromadzkiej rady narodowej.
1 stycznia 1960 do gromady Straszewo włączono miejscowość Pułkowice ze zniesionej gromady Postolin w tymże powiecie.
31 lipca 1968 gromadę zniesiono, a jej obszar włączono do gromady Ryjewo w tymże powiecie.